# Lindingaspis williamsi
Lindingaspis williamsi är en insektsart som beskrevs av Alfred Serge Balachowsky 1958. Lindingaspis williamsi ingår i släktet Lindingaspis och familjen pansarsköldlöss.
Artens utbredningsområde är Sudan. Inga underarter finns listade i Catalogue of Life.